# Metallsäge

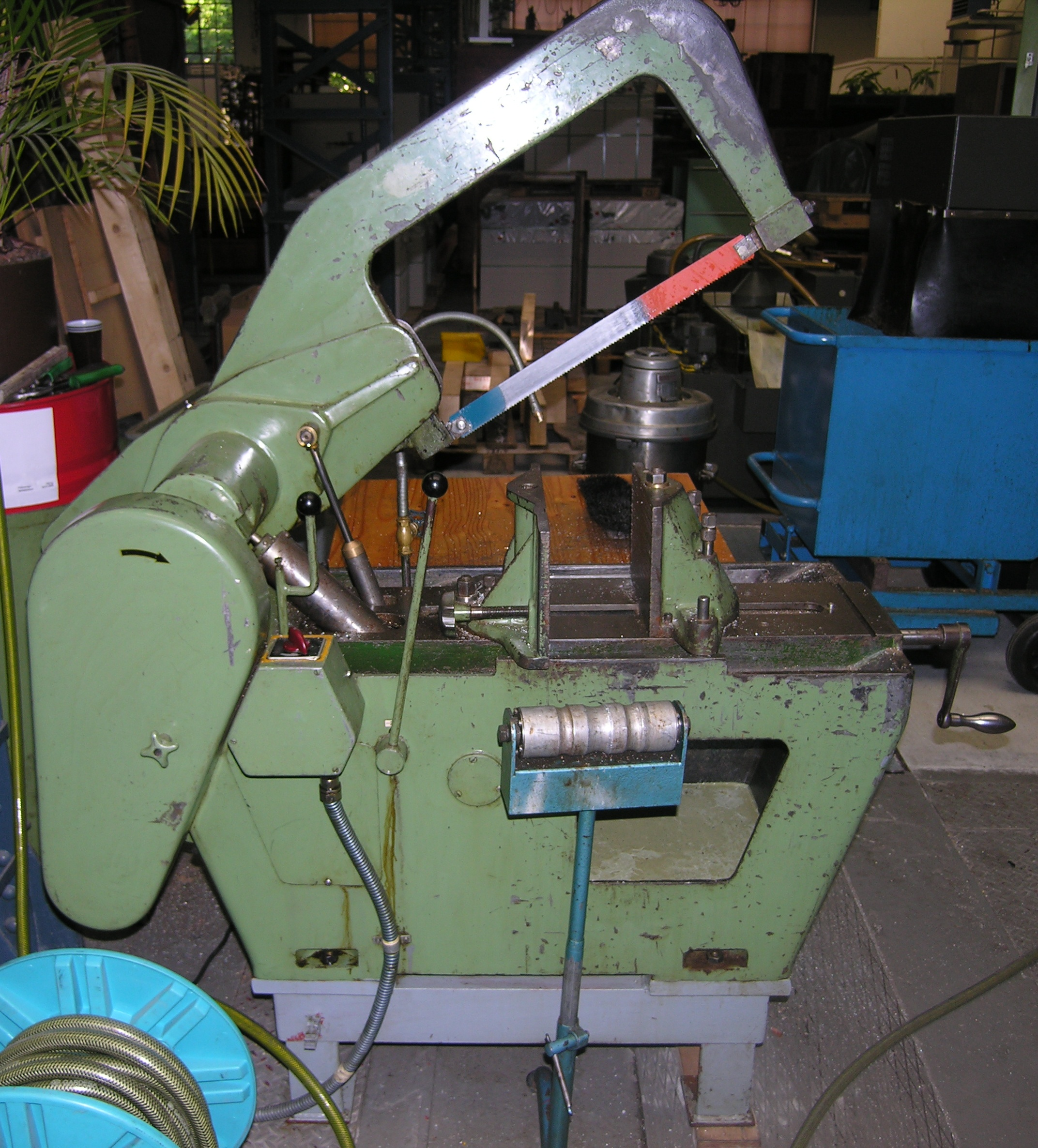
Metallsäge

Eine Metallsäge ist eine Säge, mit der metallische Werkstücke zerspanend geteilt oder in manchen Fällen auch geformt werden. Hierfür ist die Maschinensäge in Hinsicht auf Vorschub- und Schnittgeschwindigkeit und Stabilität ausgelegt und mit speziellen, nur für die Metallbearbeitung benötigten Hilfseinrichtungen wie Kühlschmierstoffversorgung ausgestattet. Metallhandsägen dagegen sind konventionelle Sägen, deren Sägeblatt jedoch dem Werkstoff angepasst ist.

## Bestandteile
Eine Metallsäge besteht aus:
- dem Sägeblatt oder einem endlosen Sägeband. Dieses Element führt die eigentliche Bearbeitung des Werkstoffes durch.
- einem Halter oder einer Führungseinrichtung, die das Blatt oder Band hält und führt, z. B. einem Bügel oder Führungsrollen und -schienen
- einer Kraftübertragungseinrichtung, z. B. einem Handgriff oder einem Motor
- ggf. einer Werkstückhalterung

## Kennzeichen
Metallsägen trennen relativ zähe Werkstoffe. Die Sägeblätter weisen daher im Vergleich zu z. B. Holzsägen eine feinere Teilung auf (mehr Zähne pro Längeneinheit). Die Sägeblätter sind aus hartem und zähem Werkstoff. Die Schnitte können durch die Höhe des Sägeblattes nur gerade oder mit begrenztem Radius durchgeführt werden.

## Arbeitsweise

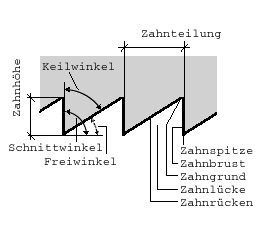
Schneidengeometrie eines Sägeblatts

Das Sägeblatt wird gleichförmig oder oszillierend angetrieben und auf das Werkstück gedrückt. Durch die Form jedes einzelnen Zahnes wird bei jedem Schnitthub ein Span des Grundmateriales abgetragen und aus dem Schnitt befördert. Es befinden sich immer mehrere Werkzeugschneiden des Sägeblattes im Kontakt mit dem Werkstück. Für ein erfolgreiches Zersägen sind Parameter wie Sägeblatt und Teilung, Schnittgeschwindigkeit, Zustellung und ggf. Kühlschmiermittel entscheidend. Die Form der Schneiden wiederum ist vom Material des Werkstückes abhängig. So ist z. B. der Schnittwinkel umso kleiner, je weicher der Werkstoff ist (Vergleich Alu-Stahl).

## Varianten
Metallsägen gibt es als
- Bügelsägen, von Hand oder maschinell angetrieben
- Bandsägen
- Kreissägen